# ۱۳۹۵ (میلادی)
۱۳۹۵ (میلادی) هزار و سیصد و نود و پنجمین سال تقویم میلادی است.

## درگذشتگان
‎